# Lőrincréve
Lőrincréve (románul: Leorinţ, németül: Laurentz) település Romániában, Fehér megyében.

## Fekvése
Gyulafehérvártól 38 km-re északra, Nagyenyedtől 10 km-re délre, Cifrafogadó, Tompaháza, Meggykerék és Marosbéld közt, a Maros partján fekvő település.

## Története
1348-ban Leurynchreéve néven említik először. Lakossága a reformáció idején felvette a református vallást. A 18. században Tompaháza filiája volt. A trianoni békeszerződésig Alsó-Fehér vármegye Nagyenyedi járásához tartozott.

## Lakossága
1910-ben 479 lakosa volt, ebből 248 magyar és 231 román nemzetiségűnek vallotta magát. 2002-ben 320 lakosából 183 magyar és 137 román volt.